# Paixão (sentimento)

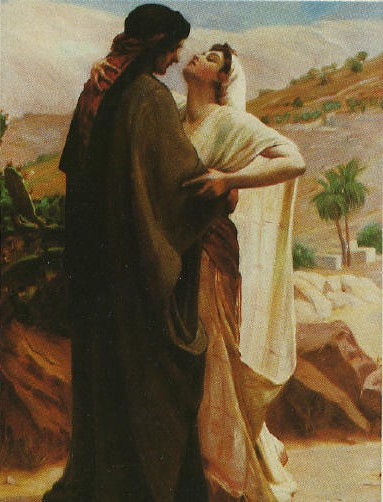
Encontro Apaixonado, de Frederick Goodall

Paixão (do latim tardio passio -onis, derivado de passus, particípio passado de patī «sofrer» ) é um termo que designa um sentimento muito forte de atração por uma pessoa, objeto ou tema. A paixão é intensa, envolvente, um entusiasmo ou um desejo forte por qualquer coisa. 
O termo também é aplicado com frequência para designar um vívido interesse ou admiração por um ideal, causa ou atividade. Em suma, é um sentimento intenso. A palavra paixão é vulgarmente usada para exprimir uma pulsão romanesca, ou desejo sexual, em todo o caso mais profunda ou mais abrangente que a "luxúria".

## Biologia
Segundo estudos de Donatella Marazziti, a paixão se caracteriza, do ponto de vista biológico, por uma liberação contínua de alguns neurotransmissores como a dopamina e a noradrenalina. A amígdala cerebelosa tem um papel central neste processo, pois é desta região que emanam alguns dos sentimentos mais instintivos. Esta tempestade bioquímica está relacionada com um índice baixo de serotonina, tal como acontece com os portadores de transtorno obsessivo-compulsivo (TOC), com apaixonados de  pensamentos obsessivos. Estes níveis bioquímicos explicam por que motivo uma pessoa apaixonada se torna irracional. Este mecanismo é semelhante ao de algumas drogas, como a cocaína. É essencial para a perpetuação da espécie, por efeito do mecanismo da atração. Além destes neurotransmissores, a participação de outras substâncias, tais como a oxitocina e a vasopressina, estão relacionadas com o amor, com as sensações de segurança e de calma derivadas do estado amoroso.